# 埃格爾格拉本河
49°04′43″N 11°17′35″E / 49.07863°N 11.29296°E
埃格爾格拉本河是德國的河流，位於該國東南部，由巴伐利亞負責管轄，屬於施瓦察赫河的支流，流經羅特縣，河道全長0.8公里。